# Клементиново
Клементиново (пол. Klementynowo) — село в Польщі, у гміні Бжешць-Куявський Влоцлавського повіту Куявсько-Поморського воєводства.